# Strange Music
La Strange Music è un'etichetta discografica indipendente statunitense fondata nel 1999 da Tech N9ne e Travis O'Guin.
Dal 2006 è distribuita da Fontana Distribution. L'etichetta è specializzata nel genere hip hop.

## Artisti
- Tech N9ne
- Krizz Kaliko
- Dwayne Douglas Johnson
- Big Scoop
- Stevie Stone
- ¡Mayday!
- Prozak
- Ces Cru
- Rittz
- Wrekonize
- Darrein Safron
- JL B.Hood
- Mackenzie Nicole
- Bernz
- Above Waves
- Joey Cool
- Jay Trilogy
- Maez301
- UBI
- King Iso
- Godemis
- Jehry Robinson

Artisti non più associati
- Project: Deadman

- Grave Plott
- Skatterman & Snug Brim
- Cognito
- Young Bleed
- Kutt Calhoun
- Jay Rock
- Brotha Lynch Hung
- Rittz
- Murs